# Kounti
Kounti är en ort i Burkina Faso.   Den ligger i regionen Boucle du Mouhoun, i den centrala delen av landet, 140 km väster om huvudstaden Ouagadougou. Kounti ligger 269 meter över havet och antalet invånare är 345.
Terrängen runt Kounti är mycket platt. Närmaste större samhälle är Toma, 17,1 km nordväst om Kounti.
Omgivningarna runt Kounti är en mosaik av jordbruksmark och naturlig växtlighet. Runt Kounti är det ganska tätbefolkat, med 54 invånare per kvadratkilometer.